# Andrea Merlotti
Andrea Merlotti (Mantova, 15 luglio 1960 – 12 giugno 2002) è stato un politico italiano.

## Biografia
Aderì a Forza Italia fin dalla fondazione del movimento, diventandone il presidente del primo club cittadino a Mantova nel 1994. In occasione delle elezioni politiche fu candidato alla Camera dei deputati nel collegio uninominale del Basso mantovano per il Polo delle Libertà: col 36,0% dei voti fu sconfitto da Willer Bordon, esponente dei Progressisti, unico esponente della coalizione in Lombardia a non vincere nel proprio collegio.
Riuscì tuttavia ad entrare in Parlamento grazie al recupero proporzionale, in virtù del collegamento tra la candidatura uninominale e la Lega Nord, e fece parte della Commissione Affari esteri e comunitari della XII legislatura.
Dopo la rottura tra Forza Italia e la Lega Nord e la fine anticipata della legislatura, nel 1996 fu il candidato del Polo per le Libertà nel collegio dell'Alto Mantovano, un'area tradizionalmente più moderata. Tuttavia mancò la riconferma arrivando terzo col 31,4% dei consensi, superato dal candidato dell'Ulivo Diego Masi e da quello della Lega Nord Uber Anghinoni.
Diede allora le dimissioni dalle cariche ricoperte nel partito dichiarando di voler riprendere l'attività di assicuratore. Morì nel 2002 al termine di una lunga malattia.